# Dikrothrips diphyes
Dikrothrips diphyes är en insektsart som beskrevs av Laurence A. Mound och Walker 1982. Dikrothrips diphyes ingår i släktet Dikrothrips och familjen smaltripsar. Inga underarter finns listade i Catalogue of Life.